# Cueva de Rajko
Cueva de Rajko (en serbio: Рајкова пећина) Es una cueva en la parte oriental de Serbia.
La cueva está situada en Mali Pek, a 2 km de la ciudad de Majdanpek en el este de Serbia . Está a 120 km de la carretera E75 Belgrado - Niš y a 200 km de la capital Belgrado. Es una cueva y río a través del cual discurre el río de Rajko (Рајкова река). Durante el verano los canales de río dentro de la cueva pueden estar secos.
La longitud total de la cueva es de 2.304 metros, mientras que la ruta turística tiene 1.410,5 metros de largo.